# Поликарп II (византијски епископ)
Поликарп II (грч. Επίσκοπος Πολύκαρπος Β), је био епископ Бизанта у периоду од 141. до 144. године.
Према древним изворима, он је седамнаест година провео на епископском трону, али историчар цркве Никифор Калист Ксанфопул, чије су податке историчари сматрали поузданијим, у црквеној историји напомиње да је Поликарп II био епископ Византије три године (141–144), замјењујући на том месту епископа Феликса. Био је епископ за време владавине цара Антонина Пија.
У мемоарима савременика помиње се као строг и енергичан човек у одбрани вере апостола. Супротстављао се јересима, а такође је покушао да ублажи глад која је задесила Византију на крају његове апостолске службе.
Након његове смрти сахрањен је у храму у Аргироуполису.